# Копальня Джонстон
Копальня Джонстон – колишній гірничодобувний майданчик у центральній частині Тихого океану на атоллі Джонстон, що лежить більш ніж за тисячу кілометрів на південний захід від Гавайських островів (нараз входить до адміністративної одиниці Зовнішні малі острови США).
У другій половині XIX століття на тлі зростаючого попиту на добрива велись пошуки та видобуток гуано на численних островах світового океану. Зокрема, у 1858-му шхуна «Palestine» відвідала острів та оголосила його територією США, після чого для проведення розробки створили Pacific Guano Company. За три місяці сюди прибула шхуна «Kalama», що проголосила острів власністю Гавайського королівства. Виникла суперечка, яка, втім, швидко вирішилась на користь того, хто встиг першим.
Станом на весну 1859-го Pacific Guano Company вже облаштувала на острові причал завдовжки півтори сотні метрів, до якого від місця розробки гуано проклали колію. По ній курсувала вагонетка, що приводилась у рух працівниками копальні та доправляла до 45 тонн гуано на добу. Далі гуано перевантажували на ліхтери, які могли приймати від 8 до 10 тонн.
Гуано з Джонстона відносилось до фосфоритного (тобто такого, що втратило більшість азоту). Якість його була невисокою, хоча траплялись і поклади з високим вмістом цільового компоненту. Як наслідок, розробки на Джонстоні хоча й велись доволі довго, проте спорадично та в доволі незначних обсягах. Не пізніше початку 1870-х у Pacific Guano Company розробили сепаратор, що був призначений для підвищення якості добрива з Джонстона. Гуано у підсумку доправляли на західне узбережжя США (зафіксоване лише одне прибуття судна з продукцією з Джонстона на східне узбережжя, причому партія становила лише 114 тонн). В будь-якому випадку, діяльність з видобутку завершили до кінця 1880-х.
Оточені рифами острови традиційно були небезпечними для судноплавання (рекордсменом серед центрально-тихоокеанських копалень гуано став острів Бейкер, біля якого загинуло 15 кораблів), проте у випадку Джонстона не зафіксовано жодного катастрофи зафрахованого розробниками гуано судна (у 1889-му тут розбився барк, проте він займався китобійним промислом). 
В 1911-му відновити видобуток спробував якийсь приватний підприємець, проте цей проект зазнав невдачі.
У 1918-му права на розробку гуано на Джонстоні отримала японська риболовна компанія, що базувалась на Гонолулу. Вона облаштувала дерев’яний причал для сампанів та проклала коротку колію до найближчого місця скупчення гуано, втім, як якість, так і кількість добрива не могли зробити проект прибутковим і його швидко закинули.